# Acné neonatal

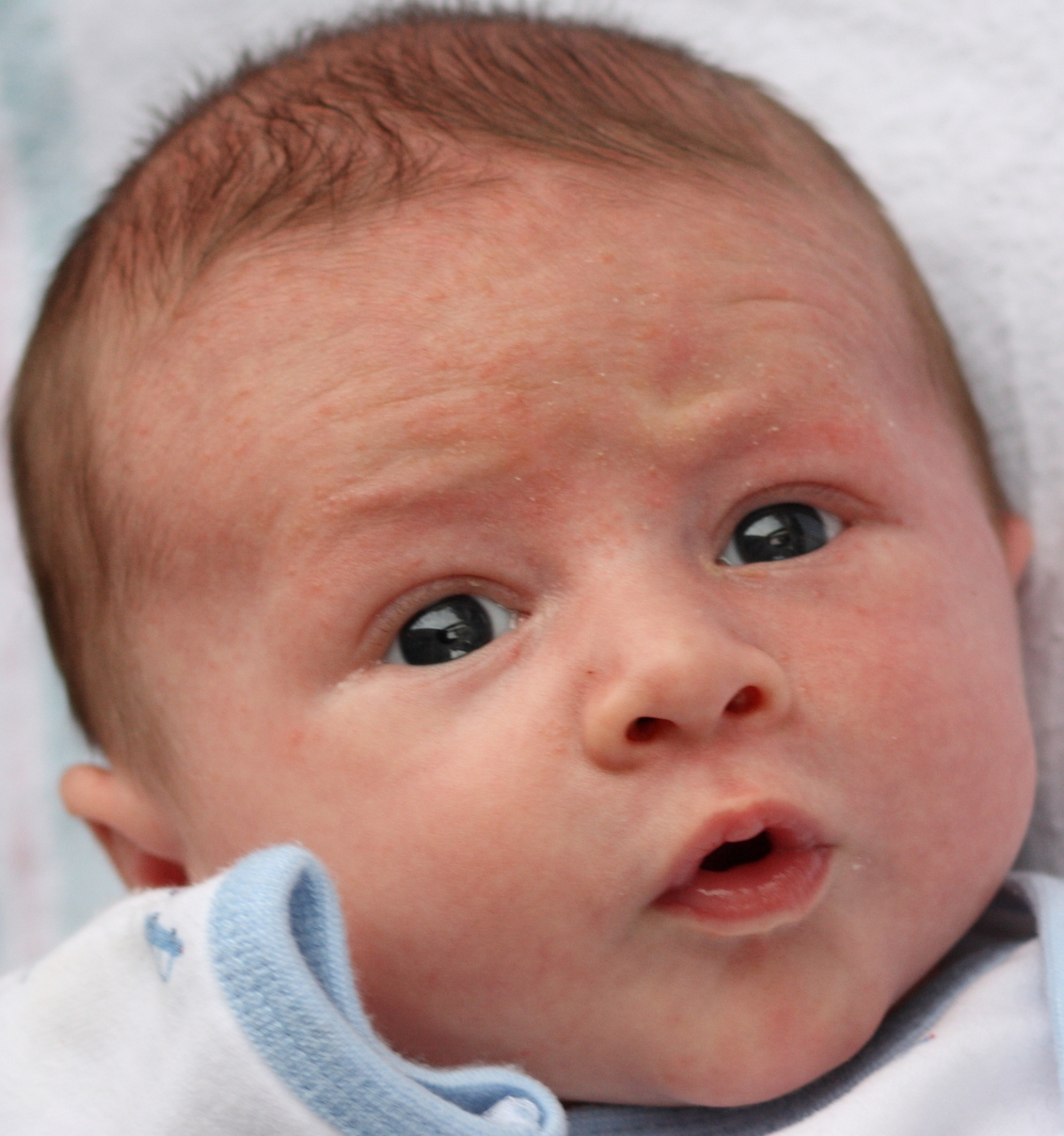
Un bebé con acné neonatal en la cara, especialmente en la frente.

En pediatría, el término millium, acné neonatal o acné neonatorum se refiere a la aparición de pequeños gránulos aproximadamente a las 2 semanas después del nacimiento. Ocurre en un 20% de los recién nacidos y puede afectar las mejillas, frente, barbilla, nariz, e incluso la espalda, formando pequeñas pápulas rojizas a semejanza del acné. En raras ocasiones aparecen en el prepucio o la areola mamaria. Su desarrollo puede que se deba a la estimulación de las glándulas sebáceas por parte de hormonas maternas que aún circulan en la sangre del bebé.
El acné neonatal tiende a aparecer con el calor y suele desaparecer sin necesidad de tratamiento dermatológico. El aspecto de los gránulos es parecido al acné adolescente y puede infectarse cuando se intenta extirpar los gránulos. En los lactantes con acné grave debe descartarse una endocrinopatía androgénica y hay que diferenciarlo de erupciones desencadenadas por la aplicación de cremas o por la ingesta materna de medicamentos como hidantoínas o litio.